# Juan Gabriel
Alberto Aguilera Valadez, conosciuto con lo pseudonimo Juan Gabriel (Parácuaro, 7 gennaio 1950 – Santa Monica, 28 agosto 2016), è stato un cantautore messicano.

## Biografia
Durante i primissimi anni di vita di Alberto, che era l'ultimo di dieci figli, il padre Gabrièl dovette essere internato in una clinica psichiatrica dove in seguito morì durante un incendio. La madre Victoria fu costretta ad affidarlo ad un collegio-orfanotrofio fin dall'età di due anni, fatto vissuto dal piccolo Alberto come un vero e proprio abbandono, che segnò fin da subito la sua esistenza. In anni più maturi, lo stesso Juan Gabriel raccontava che in realtà la sua amatissima mamma fu costretta ad affidarlo all'internato perché costretta ad accettare di lavorare a servizio convivente in una casa patrizia che poneva come condizione che la donna non avesse familiari al seguito. Scappato di collegio a 13 anni, visse con il sostegno alternativamente di alcuni mentori e della propria madre quando possibile, accettando ogni tipo di lavoro e comunque affrontando da solo la durezza della strada messicana. Fin da questa giovanissima età però la passione per il canto e la musica fu il tratto distintivo del suo talento.
Durante la sua permanenza nel collegio venne a stabilirsi un rapporto di predilezione e vicinanza con un suo insegnante, Juan Contreras, che in seguito lo ospitò in casa sua nell'anno seguente la fuga dall'istituto e che gli insegnò a confezionare piccoli oggetti di bigiotteria che Alberto stesso vendeva poi al mercato. Nello stesso anno, Alberto racconta, scrisse la sua prima canzone mentre vendeva tortillas per strada. Infine, lasciò la casa dei Contreras. Raccontò lo stesso Juan Gabriel, «Un giorno portai fuori la spazzatura e non rientrai mai più.»
All'età di 14 anni si riunì con la madre che nel frattempo si era trasferita a Ciudad Juárez, Chihuahua. Qui venne in contatto con la locale chiesa metodista, nella quale cantò nel coro e dove aiutava nelle pulizie.
Alberto cercava anche sostentamento lavorando la sera, fino al 1968, come cantante nei bar locali. A Ciudad Juárez ottenne un ingaggio nella locale stazione TV con lo pseudonimo Adán Luna.
In quell'anno si risolse a cercare fortuna a Città del Messico, dove già per due volte aveva però ricevuto rifiuti da parte delle case discografiche. Lì, per mancanza di denaro, dovette dormire nelle stazioni, treni in sosta e altri luoghi aperti al pubblico. Venne infine arrestato con l'ingiusta accusa di aver rubato una chitarra e fu recluso nel carcere del Palacio de Lecumberri dove rimase per un anno e mezzo. Notato dal direttore del carcere per due canzoni da lui composte e cantate durante una esibizione-visita nel carcere della cantante e attrice La Prieta Linda, venne presentato alla famosa cantante che decise allora di aiutarlo a dimostrare la carenza di prove a suo carico e a venire finalmente scarcerato.
A 19 anni aveva un contratto con una casa discografica e un nuovo nome d'arte: Juan Gabrièl, per omaggiare con l'appellativo di Juan l'uomo che lo aveva accolto nella sua casa e protetto dopo la fuga dal collegio, per lui un padre, e con quello di Gabrièl il proprio padre biologico.
Nel 1969 firmò un contratto con la RCA Records e si è trasferì a Città del Messico. Nello stesso anno scrisse e registrò il suo primo successo No Tengo Dinero, edito nel 1971. Da lì intraprese la via che nei successivi 15 anni gli permise di vendere oltre 20 milioni di dischi.
Nel 1974 la madre morì, e alla sua memoria Juan Gabriel scrisse la canzone Amor eterno.
Il rapporto con la RCA (diventata BMG) si chiuse nel 1985. Dal 1985 al 1994 Juan Gabriel produsse soltanto un album. Nel 1994 trovò un accordo con l'etichetta e tornò sulle scene con Gracias por Esperar. Nel corso degli anni la sua popolarità è rimasta intatta. Nel 1996 pubblicò una retrospettiva per celebrare i 25 anni di carriera.
Le sue composizioni sono state cantate da numerosi artisti e comprendono brani di fama mondiale come El Palo, Mi Pueblo, Te Sigo Amando, Yo No Sé Que Me Paso e altri.
[
Nel 1996 è stato inserito nella Hall of Fame dedicata alla musica latina stilata dalla Billboard. La ASCAP lo ha premiato come "cantautore dell'anno" nel 1995. È stato celebrato con il premio Latin Recording Academy Person of the Year. Inoltre è inserito nella Hollywood Walk of Fame.
Nel 2015 pubblica l'album di duetti chiamato Los Dúo, che contiene i brani classici del cantautore con nuovi arrangiamenti, accompagnati da vari artisti come Vicente Fernández, Marco Antonio Solís, Isabel Pantoja, Juanes, Laura Pausini, Alejandra Guzmán, Natalia Lafourcade. L'album è diventato un bestseller, piazzandosi al primo posto su iTunes sia in Messico che negli Stati Uniti, oltre ad essere al primo posto nella classifica  Latin Pop Albums de Billboard per oltre 50 settimane in cima. Con Laura Pausini duetta nel singolo Abrázame muy fuerte.
L'innata capacità vocale caratterizzata da una naturale potenza ed estensione, un inconfondibile timbro graffiante e insieme limpido furono suoi tratti distintivi; tutto questo a colorire musicalità e armonie distintamente castigliane e messicane. Potente l'espressività dei suoi testi che riuscivano a mettere insieme metrica, semplicità e profondità linguistica mantenendo intatta la forza dell'evocazione anche dei più profondi e sfumati sentimenti.
Le sue canzoni riportano quasi invariabilmente al tema della intima esperienza emotiva e relazionale, intorno all'amore, l'abbandono, la transizione, la mutevolezza e la caducità di affetti, amori e della vita stessa.
Fino alla fine rimase profondamente e orgogliosamente ancorato alla sua origine messicana e fino alla fine seppe generosamente e senza riserve offrirsi al suo popolo, sempre memore delle sue origini e grato per l'amore e il riscatto che dal suo popolo gli erano venuti. La sua fama tuttavia ha travalicato i confini messicani diffondendosi fra l'originale popolazione di cultura ispanica nel naturale areale degli stati statunitensi, così come in tutta l'America Latina all'interno della quale l'affinità culturale è elevatissima. Non di meno la sua fama e il suo successo si sono espanse a livello mondiale attraverso la traduzione delle sue canzoni.
Filantropo, ha generosamente sostenuto innumerevoli giovani in difficoltà condividendo in questo modo la sua fortuna.
Morì il 28 agosto 2016 a Santa Monica, stroncato da un'insufficienza cardiaca, due giorni dopo essersi esibito per l'ultima volta presso il Los Angeles Forum.

## Vita privata
Laura Salas fa da madre ai suoi quattro figli adottivi, uno solo dei quali però è figlio naturale della sola stessa Laura. L'unione con Laura non è mai stata ufficializzata nella forma del matrimonio. Verosimile, ma ad oggi non confermata l'esistenza di un figlio naturale maschio nato dal rapporto con una donna di servizio, all'infuori dell'unione con Laura Salas.
Dapprima non confermate ma insistenti, e infine divenute di pubblico dominio, si sono sempre susseguite voci circa la sua omosessualità che in vita però il divo di Juárez, come è anche altrimenti noto l'artista, non ha mai confermato; le sue canzoni tuttavia furono sempre dei punti fermi nel repertorio dei locali gay al di là del confine con il Texas.
In una trasmissione televisiva della CNN in lingua spagnola andata in onda il 7 dicembre 2002, incalzato dall'aitante intervistatore Fernando Del Rincón negli studi di Houston, Texas, con domande a questo riguardo rispose grosso modo con queste parole « [...] perché lo chiedi? Quello che si vede non ha bisogno di essere chiesto.»
–«¿Juan Gabriel es gay? – «¿A usted le interesa mucho? Te voy a responder con otra pregunta: Dicen que lo que se ve… no se pregunta mijo.» –«Yo veo a un cantante frente a mi, yo veo a un triunfador.» – «Eso es lo único que importa, pero la gente es inteligente, no es tonta.»
Al pubblico è rimasto di credere o meno a una o l'altra delle ipotesi.
Il grande artista, sempre uomo dotato di estrema capacità nell'indagare e rappresentare ogni sfumatura di ogni sfera della sensibilità relazionale umana, assumeva spesso e con gusto nelle sue esibizioni un contegno gradevolmente leggero e a tratti lezioso secondo un'immagine decisamente non coerente con il prototipo altamente maschilista imperante nella cultura ibero-messicana.
Riserbo mantenuto fino alla fine, e tuttavia soprattutto nelle fasi finali della sua esistenza Juan Gabriel non ha posto molta cura nel dissimulare quella che appare quanto meno una spiccata omoaffettività con l'intreccio pubblico di relazioni artistiche e personali con un certo numero di giovani artisti, fra i quali si distingue in particolare il cantante di origine spagnola Jas Devael che non nascose mai di condividere le abitazioni di Juan Gabriel e di essere stato accolto in seno alla famiglia del "maestro", verso il quale ha ripetutamente e pubblicamente dichiarato un amore incondizionato.
Nelle stesse occasioni Devael ha ulteriormente dissipato ogni residuo dubbio aggiungendo anche, stimolato dagli intervistatori, che l'amore platonico non esiste.
La relazione di Juan Gabriel con la Divinità è ben riassunta in una frase pronunciata durante un'esibizione degli ultimi anni nella quale annunciava di star preparando una raccolta dei suoi successi a futura memoria, per il tempo in cui non sarebbe più stato in vita; alla reazione del pubblico che in coro ripeteva «No!» sorridendo rispose: «Be', un giorno o l'altro devo pur andarmene» e poi: «Allora va bene; io sono convinto che quando la gente dice di no, è no! E sapete perché? Perché la gente sempre, in tutte le circostanze ha sempre ragione; senza la gente [...] non c'è Dio!»

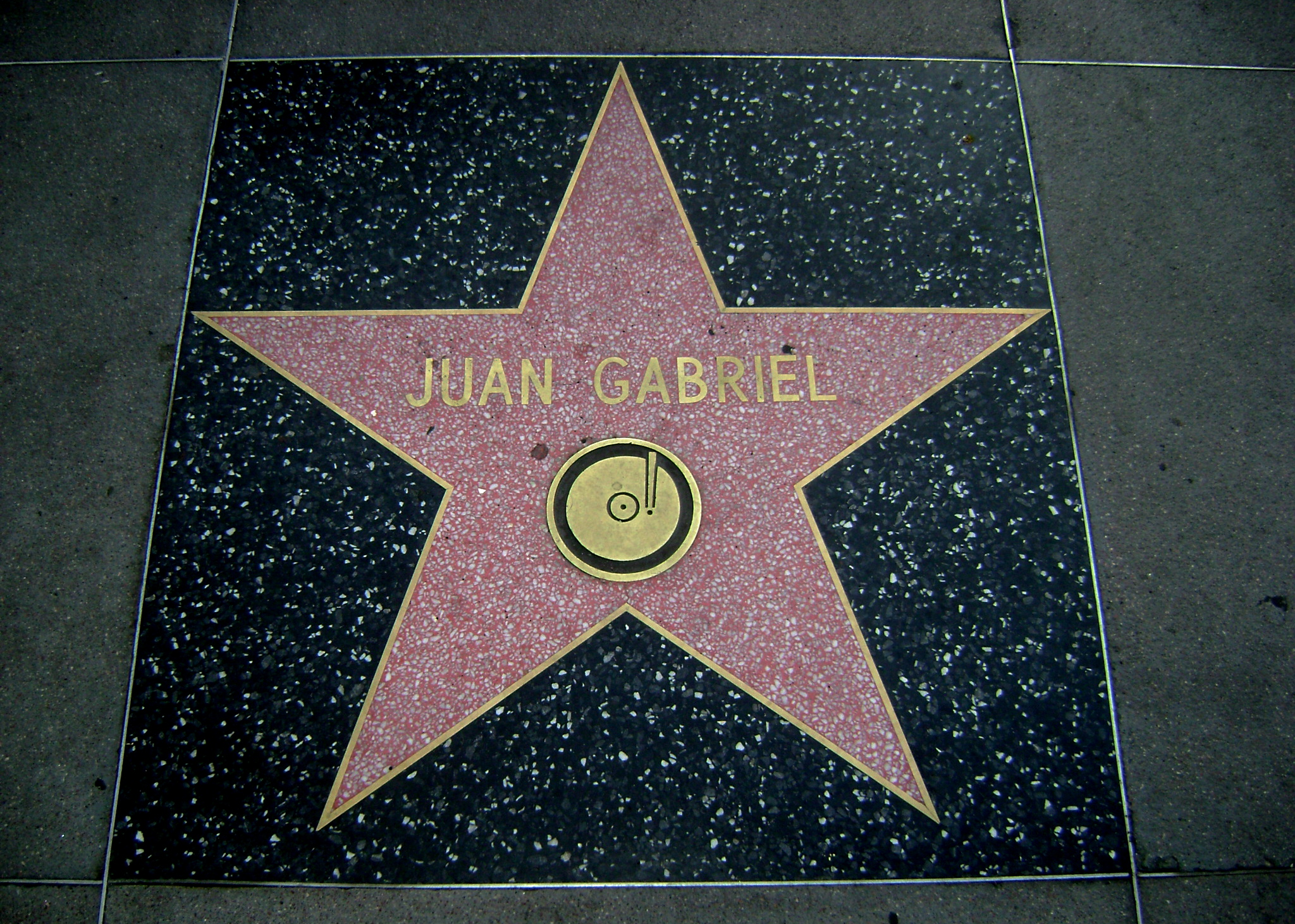
Stella di Juan Gabriel sulla Hollywood Walk of Fame

## Discografia parziale
Album
- 1971: El Alma Joven...
- 1972: El Alma Joven Vol.II
- 1973: El Alma Joven Vol.III
- 1974: Juan Gabriel Con El Mariachi Vargas De Tecalitlan
- 1975: 10 Exitos de Juan Gabriel
- 1976: A Mi Guitarra
- 1976: Juan Gabriel con, Mariachi Vol. II
- 1977: Te Llegará Mi Olvido
- 1978: Siempre Estoy Pensando en Ti
- 1978: Siempre En Mi Mente
- 1978: Espectacular
- 1978: Mis Ojos Tristes
- 1979: Me Gusta Bailar Contigo
- 1980: Recuerdos
- 1980: Juan Gabriel Con Mariachi
- 1980: Ella
- 1981: Con Tu Amor
- 1982: Cosas De Enamorados
- 1983: Todo
- 1984: Recuerdos, Vol.II
- 1986: Pensamientos
- 1986: Frente a Frente, Vol. 1
- 1987: Frente a Frente, Vol. 2
- 1988: Para Ti 14 Exitos Originales
- 1988: Debo Hacerlo
- 1990: Juan Gabriel en El Palacio de Bellas Artes
- 1994: Gracias Por Esperar
- 1995: El México Que Se Nos Fue
- 1996: 25 Aniversario: Solos, Duetos Y Versiones Especiales
- 1996: Del Otro Lado del Puente
- 1997: Juntos Otra Vez con Rocío Dúrcal
- 1998: Celebracion de los 25 Años de Juan Gabriel en Bellas Artes
- 1998: Por Mi Orgullo
- 1998: Con la Banda...El Recodo con Banda el Recodo
- 1999: Romanticos!
- 1999: Todo Está Bien
- 2000: Abrázame Muy Fuerte
- 2001: Por Los Siglos
- 2003: Inocente de Ti
- 2004: El Unico: Sus Más Grandes Exitos
- 2004: 15 Exitos de Juan Gabriel
- 2004: Los 15 Grandes Exitos de Juan Gabriel
- 2006: La Historia del Divo
- 2007: Los Gabriel... Simplemente Amigos con Ana Gabriel
- 2008: Los Gabriel: Cantan a México con Ana Gabriel
- 2008: Los Gabriel... Para ti con Ana Gabriel
- 2008: El Divo Canta A México
- 2009: Mis Canciones, Mis Amigos
- 2010: Juan Gabriel
- 2010: Mis Favoritas
- 2010: Boleros
- 2012: Celebrando
- 2014: Mis 40 en Bellas Artes
- 2015: Los Dúo
- 2015: Los Dúo 2
- 2016: Vestido de etiqueta por Eduardo Magallanes